# Nerocila hemirhamphusi
Nerocila hemirhamphusi es una especie de crustáceo isópodo marino del género Nerocila, familia Cymothoidae. Fue descrita científicamente por Shyamasundari, Hanumantha Rao & Jalaj Kumari en 1990.

## Distribución
Esta especie se encuentra en el occidente del Indo-Pacífico.